# Коммерс (Міссурі)
Коммерс (англ. Commerce) — селище (англ. village) в США, в окрузі Скотт штату Міссурі. Населення — 45 осіб (2020).

## Географія
Коммерс розташований за координатами 37°9′36″ пн. ш. 89°26′50″ зх. д. / 37.16000° пн. ш. 89.44722° зх. д. (37.159996, -89.447090).  За даними Бюро перепису населення США в 2010 році селище мало площу 0,89 км², з яких 0,89 км² — суходіл та 0,00 км² — водойми.

## Демографія
Згідно з переписом 2010 року, у селищі мешкало 67 осіб у 30 домогосподарствах у складі 18 родин. Густота населення становила 75 осіб/км².  Було 41 помешкання (46/км²).
Расовий склад населення:
| - 92,5 % — білих - 7,5 % — чорних або афроамериканців |

До двох чи більше рас належало 0,0 %. Частка іспаномовних становила 0,0 % від усіх жителів.
За віковим діапазоном населення розподілялося таким чином: 19,4 % — особи молодші 18 років, 58,2 % — особи у віці 18—64 років, 22,4 % — особи у віці 65 років та старші. Медіана віку мешканця становила 46,5 року. На 100 осіб жіночої статі у селищі припадало 131,0 чоловіків;  на 100 жінок у віці від 18 років та старших — 125,0 чоловіків також старших 18 років.
За межею бідності перебувало 28,2 % осіб, у тому числі 100,0 % дітей у віці до 18 років та 15,4 % осіб у віці 65 років та старших.
Цивільне працевлаштоване населення становило 16 осіб. Основні галузі зайнятості: роздрібна торгівля — 37,5 %, освіта, охорона здоров'я та соціальна допомога — 25,0 %, транспорт — 12,5 %, виробництво — 12,5 %.